# Здравецоцветни
Здравецоцветните (Geraniales) са разред покритосеменни растения от групата на розидите.

## Класификация
Разред Здравецоцветни
- Семейство Geraniaceae – Здравецови
- Семейство Ledocarpaceae
- Семейство Melianthaceae
- Семейство Vivianiaceae